# محوطه مرجانی
محوطه مرجانی مربوط به دوران‌های تاریخی پس از اسلام است و در شهرستان گنبد کاووس، روستای حاجی قوشان واقع شده و این اثر در تاریخ ۲۵ اسفند ۱۳۷۹ با شمارهٔ ثبت ۳۶۵۷ به‌عنوان یکی از آثار ملی ایران به ثبت رسیده است.